# Gil Vicente

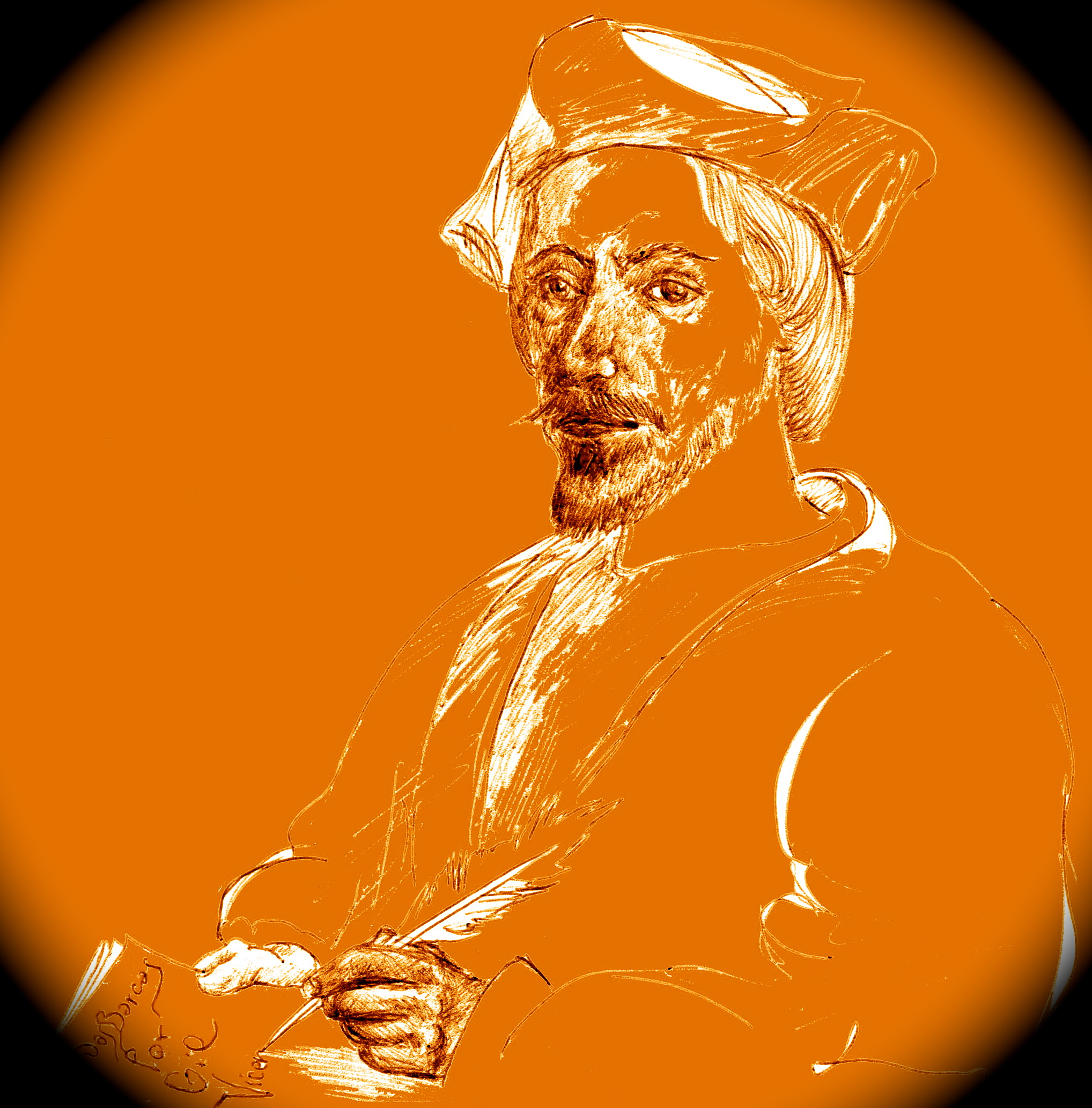
Gil Vicente

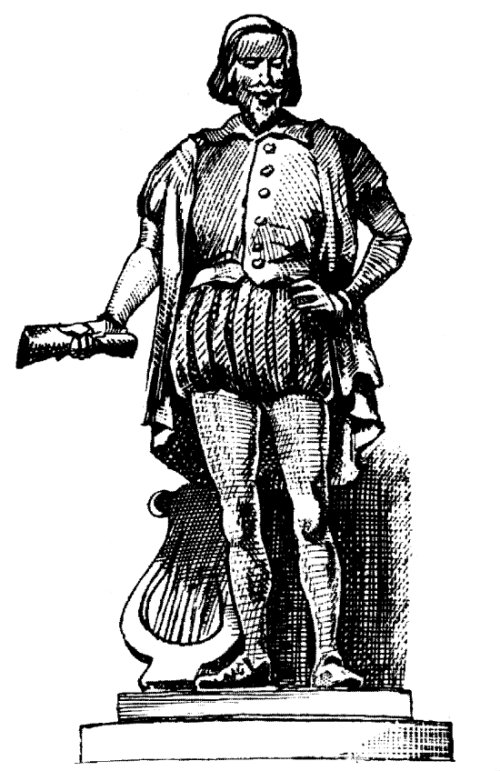
Gil Vicente

Gil Vicente (* um 1465; † 1536) war ein portugiesischer Dramatiker, dessen Herkunft unklar ist. Er gilt als Gründer des nationalen Theaters und als einer der herausragenden Schriftsteller der portugiesischen Sprache. Sein umfangreiches Werk umfasst 46 Theaterstücke mehr lyrisch-stimmungsvolle als dramatisch-bewegte Schauspiele, geistliche Stücke, Hof- und Volksstücke, wovon 16 in portugiesischer, 11 in kastilischer (spanischer) und die übrigen 19 in beiden Sprachen verfasst wurden.
Er gilt als tiefsinniger Denker sowie bissiger Satiriker. Sein Werk ist eine ergiebige Quelle für das Studium der portugiesischen Sprache, der zeitgenössischen Gepflogenheiten und des gesellschaftlichen Lebens der Epoche. Vicente Gil begründete das weltliche portugiesische Theater und beeinflusste Lope de Vega und Calderon. 
Vieles über die eigentliche Person des Gil Vicente ist nach wie vor ungeklärt und bleibt es auch wohl für immer. So steht nicht fest, ob der Schriftsteller und der namensgleiche, bekannte Goldschmied ein und dieselbe Person waren. Meisterstück des Letzteren ist die berühmte Monstranz des Hieronymos-Klosters in Belém (Lissabon). 
Die Tochter des Schriftstellers, Paula, leistete einen Beitrag zur Gliederung seines Werkes, dessen erste vollständige Zusammenstellung erst im Jahre 1562 erschien.

## Werke
- Literatur von und über Gil Vicente im Katalog der Deutschen Nationalbibliothek
- Auto do vaqueiro oder Auto da visitação (1502)
- Auto pastoril castelhano (1502)
- Auto dos Reis Magos (1503)
- Auto de São Martinho (1504)
- Quem tem farelos? (1505)
- Auto da Alma (1508)
- Auto da Índia (1509)
- Auto da Fé (1510)
- O velho da horta (1512)
- Exortação da Guerra (1513)
- Comédia do viúvo (1514)
- Auto da Fama (1516)
- Auto da barca do inferno (1517)
- Auto da barca do purgatório(1518)
- Auto da barca da glória (1519)
- Cortes de Júpiter (1521)
- Comédia de Rubena (1521)
- Farsa de Inês Pereira (1523)
- Auto pastoril português (1523)
- Frágua de amor (1524)
- Farsa do juiz da Beira (1525)
- Farsa do templo de Apolo (1526)
- Auto da nau de amores (1527)
- Auto da História de Deus (1527)
- Tragicomédia pastoril da Serra da Estrela (1527)
- Farsa dos almocreves (1527)
- Auto da feira (1528)
- Farsa do clérigo da Beira (1529)
- Auto do triunfo do Inverno (1529)
- Auto da Lusitânia, intercalado com o entremez Todo-o-Mundo e Ninguém (1532)
- Auto de Amadis de Gaula (1533)
- Romagem de agravos (1533)
- Auto da Cananea (1534)
- Auto de Mofina Mendes (1534)
- Floresta de Enganos (1536)